# 桂出丸
桂 出丸（かつら でまる、1964年9月7日 - ）は大阪市出身の落語家。米朝事務所所属。本名∶真田 庸夫。上方落語協会会員。

## 人物
- 大阪府立大東高等学校卒業後、1985年8月10日に桂朝丸（現在の桂ざこば）に入門。翌1986年1月の「朝丸の会」にて初舞台。
- 余芸にカードマジック。妻はデザイナーで、京都芸大の先生だった。
- 高座名は本名の真田庸夫から大阪ゆかりの武将・真田幸村の出丸に由来。